# Sturgeon Lake, Kawartha Lakes
Sturgeon Lake är en sjö i Kanada.   Den ligger i kommunen Kawartha Lakes och provinsen Ontario, i den sydöstra delen av landet, 260 km väster om huvudstaden Ottawa. Sturgeon Lake ligger 245 meter över havet. Arean är 51 kvadratkilometer. Den sträcker sig 18,1 kilometer i nord-sydlig riktning, och 20,3 kilometer i öst-västlig riktning.